# Geometry (Automarke)

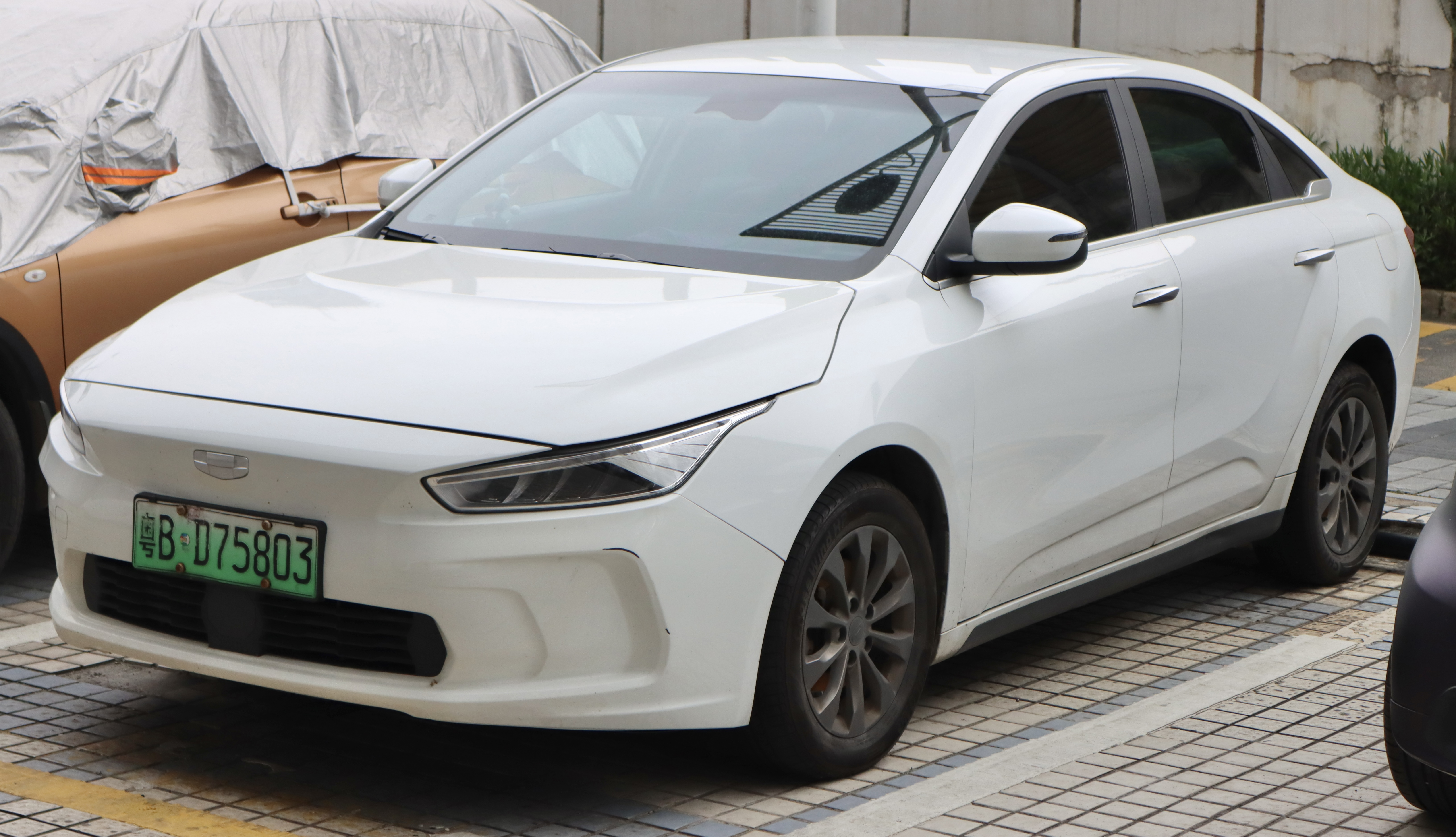
Geometry A

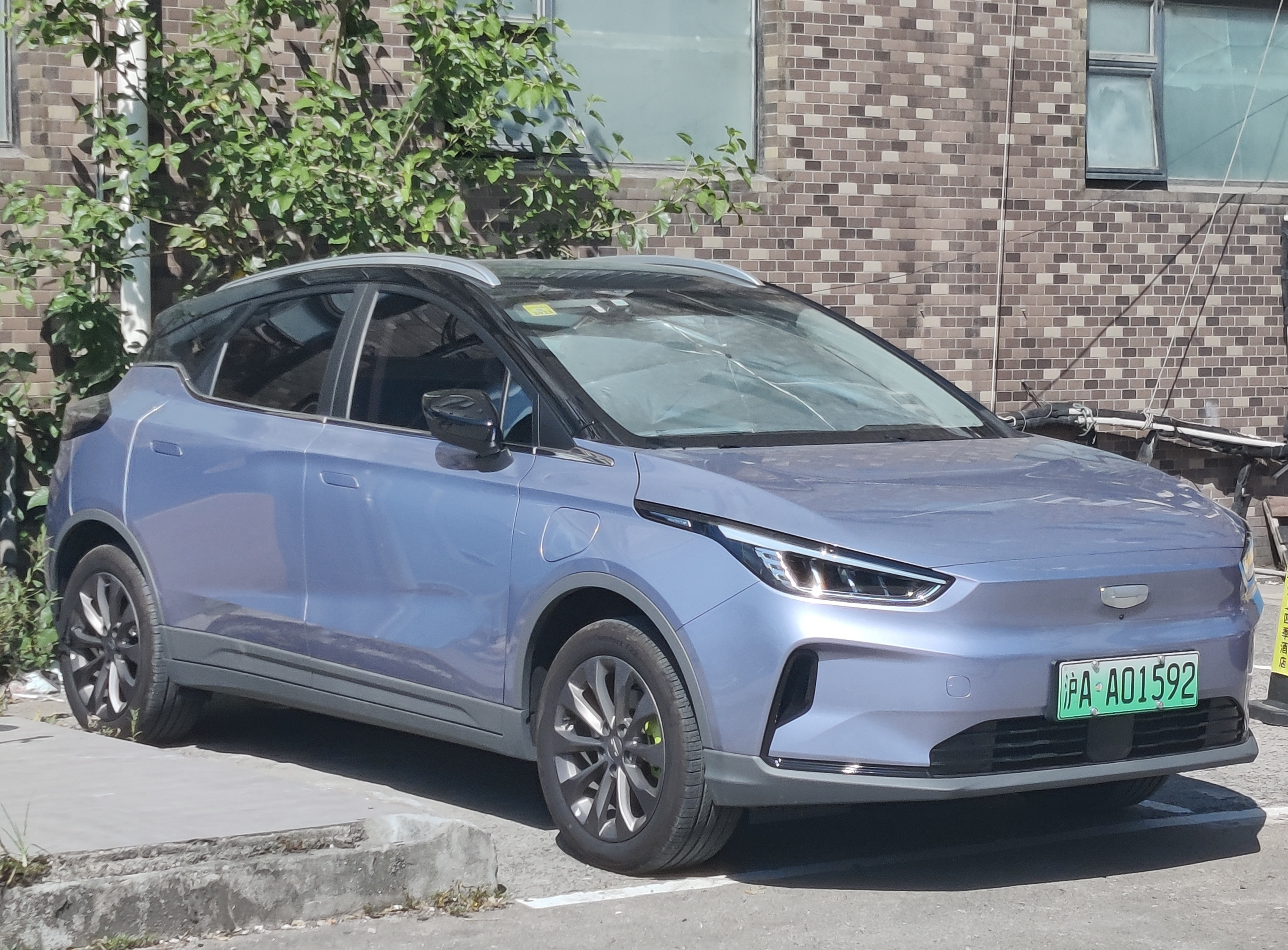
Geometry C

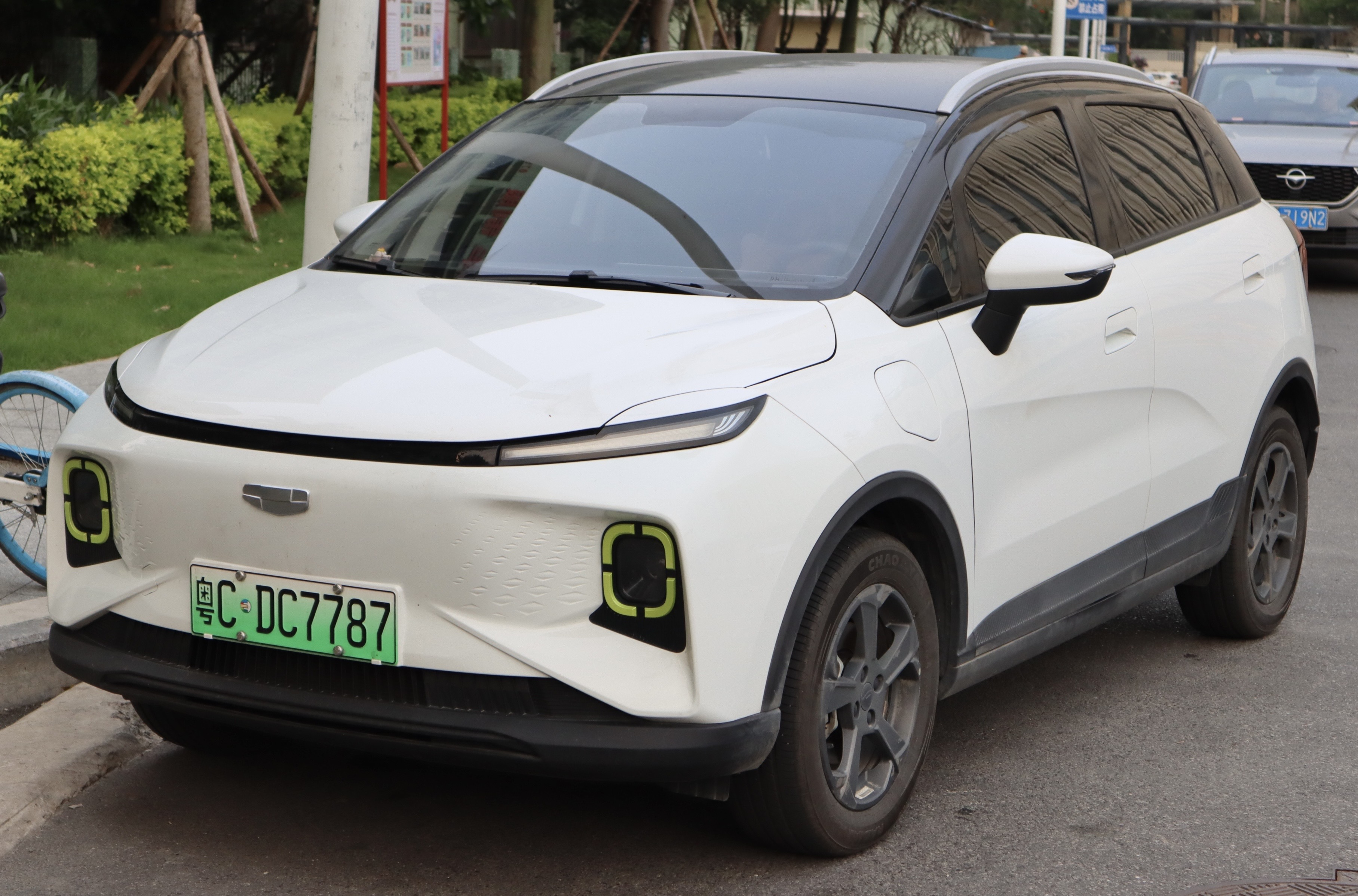
Geometry E

Geometry ist eine Automarke aus der Volksrepublik China.

## Markengeschichte
Der Geely-Konzern aus Hangzhou verwendet diese Marke. Markteinführung war im April 2019. Vertrieben werden Elektroautos. Seit 2021 werden Fahrzeuge nach Israel und Belarus exportiert. Ab 2023 sollen auch in der Europäischen Union Fahrzeuge verkauft werden. Geplant sind mehr als zehn Modelle bis zum Jahr 2025.

## Fahrzeuge
Das erste Modell ist der Geometry A. Dies ist eine viertürige Limousine. Der Elektromotor leistet maximal 163 PS. Die Reichweite ist je nach Ausführung mit 410 km oder 500 km angegeben. Seit 2022 wird das Fahrzeug als Geometry G6 vermarktet.
2020 ergänzte der Geometry C auf Basis des Geely GS das Sortiment. Er wurde 2022 in Geometry M6 umbenannt.
Der Geometry EX3 basiert auf dem Geely Yuanjing X3 und folgte 2021. 2022 löste der Geometry E, der ebenfalls auf dem Geely Yuanjing X3 basiert, den EX3 ab.
Als Konkurrenzmodell zum erfolgreichen Wuling Hongguang Mini EV wurde 2022 der 3,07 Meter lange Geometry M2 vorgestellt. Noch vor der Markteinführung wurde entschieden, dass das Fahrzeug unter der Marke Geely als Geely Panda Mini vermarktet wird.
Ein elektrisch angetriebener Kleinwagen ist der Geometry Xingyuan, der im Juli 2024 vorgestellt wurde.

## Verkaufszahlen in China
Zwischen 2019 und 2022 sind in der Volksrepublik China insgesamt 158.166 Neuwagen von Geometry verkauft worden. Mit 112.101 Einheiten war 2022 das erfolgreichste Jahr.
| Jahr                             |      |  | Stück   |         |
| 2019                             | 2019 |  | 12.662  | 12.662  |
| 2020                             | 2020 |  | 10.328  | 10.328  |
| 2021                             | 2021 |  | 23.075  | 23.075  |
| 2022                             | 2022 |  | 112.101 | 112.101 |
| Verkaufszahlen in China, Quelle: |      |  |         |         |